# Zufluchtskirche (Berlin)

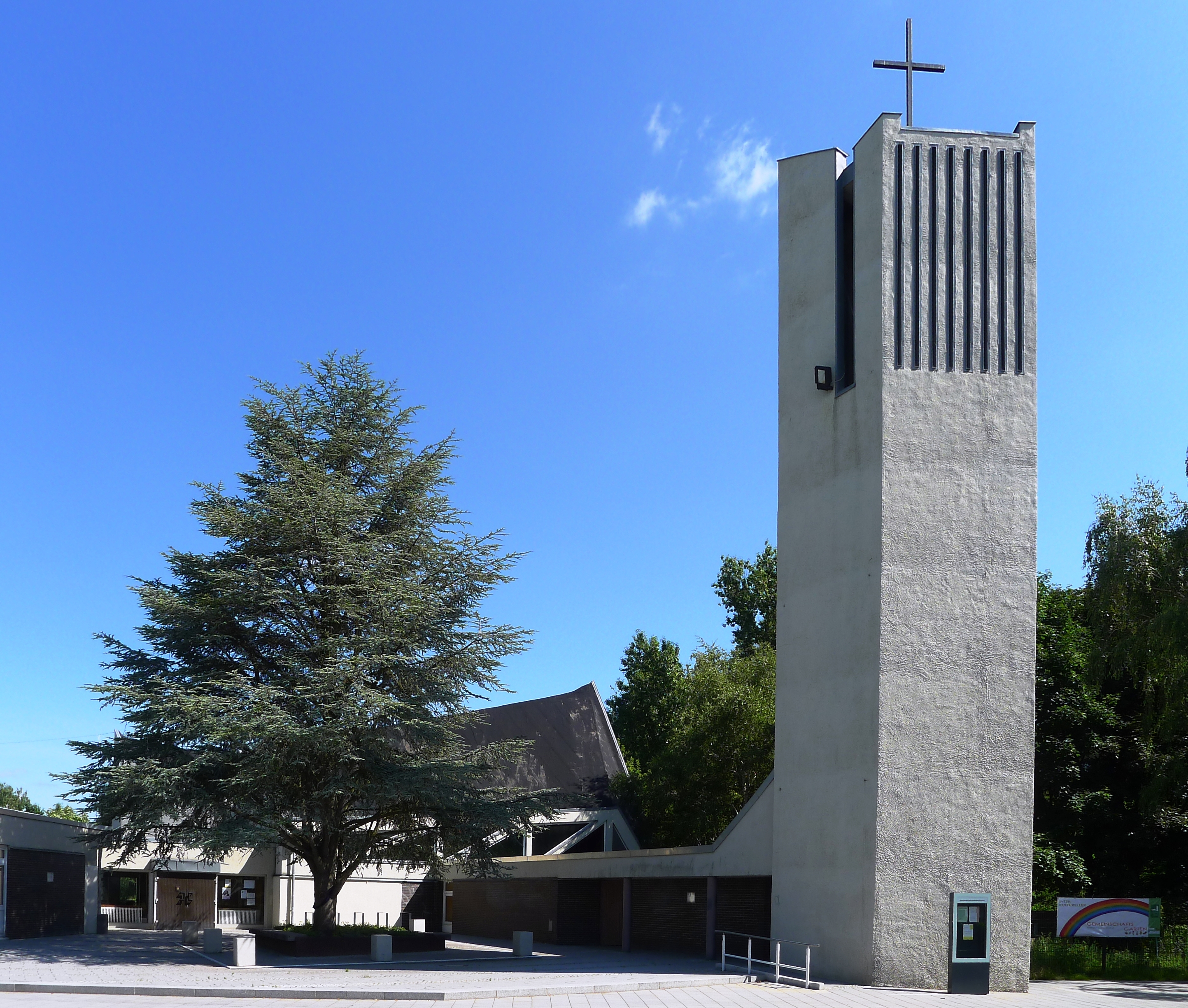
Zufluchtskirche (Foto: 2013)

Die am 25. Juni 1967 eingeweihte evangelische Zufluchtskirche stand in der Westerwaldstraße 16–18 im Berliner Ortsteil Falkenhagener Feld des Bezirks Spandau. Sie wurde von Bodo Fleischer als Teil eines Gemeindezentrums entworfen. Die 1965–1967 gebauten Gebäudetrakte des Gebäudekomplexes waren überwiegend als Stahlbeton-Skelettbauten im Architekturstil der Nachkriegsmoderne ausgeführt, einige als verputzte Mauerwerksbauten.

## Geschichte
Nach dem Zweiten Weltkrieg entstand auf dem Gelände einer Kaserne der Polizei im Falkenhagener Feld vor dem Friedhof In den Kisseln ein Flüchtlingslager für Vertriebene aus den deutschen Ostgebieten. Hier bildete sich eine neue Kirchengemeinde zunächst als Teil der Gemeinde der Lutherkirche und nannte sich Zufluchtskirchengemeinde. Zunächst wurden im ehemaligen Kasino Gottesdienste gefeiert. Später wurde ein Pferdestall zum Gemeindezentrum umgebaut, dessen Gottesdienstraum als Zufluchtskapelle am 18. Mai 1950, an Christi Himmelfahrt, eingeweiht wurde. Am 1. Januar 1952 wurde die Zufluchtskirchengemeinde eigenständig. Ab 1960 entstand auf dem Falkenhagener Feld eine Großwohnsiedlung mit Hochhäusern, und viele Familien mit Kindern zogen in die familiengerechten Mietwohnungen des Kiezes, den die Zufluchtskirchengemeinde betreute. Deshalb wurde zunächst an einem neuen Standort ein Gemeindezentrum mit mehr Platz gebaut, dessen Gottesdienstraum am 27. Mai 1965 eingeweiht wurde. Die Kirche entstand erst 1967.
Die Kirchengemeinde arbeitete eng mit der benachbarten Jeremia-Kirchengemeinde zusammen. Seit 2016 bestand ein gemeinsamer Gemeindekirchenrat der Ev. Zufluchts- und der Ev. Jeremia-Kirchengemeinde. Am 31. Oktober 2017 fusionierten die beiden Gemeinden zur „Evangelischen Zuflucht-und-Jeremia Kirchengemeinde“. Die Zufluchtskirche wurde im Juni 2022 entwidmet. Die Gemeinde verkaufte das 5.700 m² große Gelände an den Bezirk, der auf dem Gelände einen sozialen Treffpunkt errichten will, wofür die Kirche abgerissen werden musste.

## Baubeschreibung
Die Kirche lag am Rand eines Platzes. Seitlich vor ihr stand der Campanile auf schiefwinkligem viereckigen Grundriss. Ein gedeckter Gang verband ihn mit der dreieckigen Sakristei. Benachbart zur Kirche gruppierte sich ein mehrflügeliger erdgeschossiger Gebäudekomplex, in dem auch der Kindergarten untergebracht war, unregelmäßig um einen Innenhof. Nördlich davon schloss sich ein Wohngebäude an.
Die Hallenkirche hatte im Grundriss die Form eines gleichschenkligen Trapezes, dessen eine Grundseite, und zwar die Altarseite, in der Haupt-Achse nach innen und die andere, nämlich die Eingangsseite, nach außen gewinkelt waren. Das Kirchenschiff war mit zwei Satteldächern bedeckt. Der Dachfirst fiel einerseits vom schmalen und hohen Giebel der Altarwand aus ab, andererseits auch von dem der gegenüberliegenden breiten und niedrigen Eingangsseite, sodass ein nach innen geknicktes Faltdach entstand. Die Seitenwände fielen ebenfalls von der Altarwand zur Eingangsseite hin ab, allerdings nicht so stark wie der Dachfirst. Vom Scheitelpunkt bis zum Boden des dreieckigen Giebels der Altarwand hatten die Schenkel vertikal und horizontal geteilte Fensterbänder, sodass sich dreieckige Scheiben ergaben. Sie setzten sich an den Seitenwänden unterhalb der abfallenden Dachtraufe ein Stück fort. Oberhalb der Empore, auf der die Orgel stand, befanden sich zwei Sprossenfenster in Form von Trapezen, deren breite Grundseiten aneinander stießen.
Der Fußboden des Kirchenschiffs war vom Eingang zur Estrade hin, auf der der Altar stand, leicht abschüssig. Die Prinzipalien, die bronzenen Reliefs des Altars und des Taufbeckens sowie die Kanzel, wurden von Waldemar Otto nach Fertigstellung der Kirche geschaffen.

## Glocken
In der Glockenstube des Glockenturms hing ein Geläut aus vier Bronzeglocken, das von Petit & Gebr. Edelbrock gegossen wurde.
| Glocke | Gussjahr | Schlagton | Gewicht | Durchmesser | Höhe  | Inschrift                                         |
| ------ | -------- | --------- | ------- | ----------- | ----- | ------------------------------------------------- |
| 1      | 1968     | a'        | 450 kg  | 89 cm       | 72 cm | HERR, GOTT, DU BIST UNSERE ZUFLUCHT FÜR UND FÜR + |
| 2      | 1967     | c"        | 270 kg  | 75 cm       | 60 cm |                                                   |
| 3      | 1967     | d"        | 180 kg  | 67 cm       | 58 cm |                                                   |
| 4      | 1968     | e"        | 120 kg  | 60 cm       | 52 cm |                                                   |

## Orgel
Die Orgel von 1967 hatte ein Manual mit 54 Tasten, ein Pedal mit 27 Tasten, sechs Register und 393 Orgelpfeifen. Sie war ein Werk der Firma E. F. Walcker & Cie. und hat folgende Disposition:
| Manual C–f3 |               |     |
| 1.          | Gedackt       | 08′ |
| 2.          | Prinzipal     | 04′ |
| 3.          | Rohrflöte     | 04′ |
| 4.          | Oktave        | 02′ |
| 5.          | Mixtur II–III |     |

| Pedal C–d1 |         |     |
| 6.         | Subbass | 16′ |

- Koppel: I/P
- Nebenregister: Tremolo

## Abriss
Da die Zufluchtsgemeinde das Kirchengebäude aufgeben musste, wurde das Gotteshaus im Sommer 2022 im Rahmen eines Gottesdienstes entwidmet. Das Spandauer Bezirksamt bestand trotz zahlreicher Proteste, u. a. durch die Berliner Architektenkammer, auf den Abriss der Kirche, um ein Stadtteilzentrum und eine Theaterwerkstatt neu zu errichten. Der Abriss von Kirche und Gemeindehaus erfolgte von April bis September 2023. Die ehemals nördlich der Kirche gelegenen Wohngebäude blieben dagegen erhalten.